# Parti de la liberté (États-Unis)
Pour les articles homonymes, voir Parti de la liberté.
Le Parti de la liberté est un parti politique mineur aux États-Unis dans les années 1840 (quelques-uns de ses membres furent actifs jusque dans les années 1860). 
Le parti était l'un des premiers défenseurs de la cause abolitionniste et il s'est séparé de l'AASS (American Anti-Slavery Society) pour défendre l'idée que la Constitution était un document anti-esclavage, alors que William Lloyd Garrison, dirigeant de l'AASS, soutenait l'opinion que la Constitution devrait être condamnée en tant que document pervers en faveur de l'esclavage. 
Le parti comprenait des abolitionnistes disposés à travailler dans le cadre de la politique électorale pour tenter d'influencer les gens afin qu'ils soutiennent leurs objectifs. En revanche, le radical Garrison s’oppose à la pratique du vote au sein du système. De nombreux membres du Parti de la Liberté ont rejoint le Parti du sol libre, anti-esclavage (mais pas abolitionniste) en 1848, avant de participer à la création du Parti républicain dans les années 1850.

## Source
- (en) Cet article est partiellement ou en totalité issu de l’article de Wikipédia en anglais intitulé « Liberty Party (United States, 1840) » (voir la liste des auteurs).